# Hampton-Kings
Circonscription électorale provinciale du Canada
Hampton-Kings est une ancienne circonscription électorale provinciale du Nouveau-Brunswick de 1995 à 2014. Elle est dissoute au sein des circonscriptions d'Hampton, Kings-Centre, Sussex-Fundy-St. Martins et Gagetown-Petitcodiac.

## Liste des députés
| Hampton-Belleisle | Hampton-Belleisle | Hampton-Belleisle         | Hampton-Belleisle | Hampton-Belleisle | Hampton-Belleisle |
| Nom               | Nom               | Parti                     | Mandat            |                   |                   |
| ----------------- | ----------------- | ------------------------- | ----------------- | ----------------- | ----------------- |
|                   | Georgie Day       | Libéral                   | 1995 - 1999       |                   |                   |
|                   | Bev Harrison      | Progressiste-conservateur | 1999 - 2003       |                   |                   |
|                   | Bev Harrison      | Progressiste-conservateur | 2003 - 2006       |                   |                   |
| Hampton-Kings     |                   |                           |                   |                   |                   |
| Nom               | Nom               | Parti                     | Mandat            |                   |                   |
|                   | Bev Harrison      | Progressiste-conservateur | 2006 - 2010       |                   |                   |
|                   | Bev Harrison      | Progressiste-conservateur | 2010 - 2014       |                   |                   |